# (500269) 2012 LN15
(500269) 2012 LN15 es un asteroide perteneciente al cinturón de asteroides, descubierto el 21 de mayo de 2012 por el equipo del Pan-STARRS desde el Observatorio de Haleakala, Hawái, Estados Unidos.

## Designación y nombre
Designado provisionalmente como 2012 LN15.

## Características orbitales
2012 LN15 está situado a una distancia media del Sol de 2,624 ua, pudiendo alejarse hasta 3,235 ua y acercarse hasta 2,013 ua. Su excentricidad es 0,232 y la inclinación orbital 12,66 grados. Emplea 1552,93 días en completar una órbita alrededor del Sol.
Los próximos acercamientos a la órbita de Júpiter se producirán el 25 de agosto de 2035, el 30 de noviembre de 2081 y el 20 de abril de 2095, entre otros.

## Características físicas
La magnitud absoluta de 2012 LN15 es 16,7.